# Balgue
Balgué (ou Balge) est une localité du Cameroun située dans le canton de Mémé, dans la commune de Mora, dans le département du Mayo-Sava et la région de l'Extrême-Nord.  

## Géographie
Balgué se situe à l'extrême-nord du département, à l'Est de Mora, à la limite de la frontière avec le Nigeria.

## Population
Lors du recensement de 2005, 434 personnes y ont été dénombrées, dont 209 hommes et 225 femmes.